# Владлен Татарський
Владлен Татарський (рос. Владлен Татарский), справжнє прізвище Максим Юрійович Фомін (25 квітня 1982, Макіївка, Донецька область, Українська РСР — 2 квітня 2023) — терорист, український колабораціоніст з Росією, проросійський пропагандист, блогер. Убитий Дар'єю Трєповою 2 квітня 2023 року на черговій презентації своєї книги в Санкт-Петербурзі шляхом подарунку сувеніра-статуетки, в якій був прихований вибуховий пристрій.

## Біографія
Народився 25 квітня 1982 року в місті Макіївка Донецької області. Із 2011 року перебував у в'язниці Горлівки за пограбування банку. У 2014 році опинився на волі після того, як в'язниця потрапила під обстріл із початком російсько-української війни. Після цього прилучився до лав бойовиків. За словами самого Татарського, його знову посадили, але врешті-решт голова «ДНР» Олександр Захарченко помилував його і дозволив воювати проти української армії. Після цього Максим Фомін служив під командуванням польового командира «Народного ополчення Донбасу» в Горлівці Ігоря Безлера. Потім перевівся до полку «Витязь» у самопроголошеній «ЛНР», де прослужив до кінця 2014 року. У квітні 2015 року вступив до батальйону «Восток», де прослужив рік. З 2017 року служив у розвідці батальйону 4-ї бригади народної міліції ЛНР. У 2019 році звільнився з військової служби в ДНР і переїхав до Москви. У 2021 році він став громадянином Росії.
З початку російського повномасштабного вторгнення 2022 року він набув популярності завдяки дописам про війну, у яких підтримував російську армію. Ставши воєнкором та блогером, він взяв псевдонім Владлен Татарський, який походить від Вавілена Татарського, героя твору Generation «П» Віктора Пелевіна. Його Телеграм-канал налічував 560 тисяч читачів, таким чином Татарський був одним із найбільших російський військових блогерів. Він належав до групи жорстких воєнкорів, які повністю підтримують російське вторгнення в Україну та критикують Володимира Путіна та російське військове командування за надто м'яке ставлення. Зокрема він закликав завдавати ракетних ударів по українській енергетичній інфраструктурі, щоб не працювали лікарні й померло більше українців. Зазвичай він називав Україну «терористичною державою». Татарський потрапив під українські санкції: йому заборонили в'їзд в Україну на десять років, а його потенційні активи в Україні конфіскували.

Владлен Татарський став досить помітний в медіапросторі після свого відеозапису, що відбувся 30 вересня 2022 року, після так званого визнання окупованих частин Луганської, Донецької, Херсонської та Запорізької областей. 
Всё, Европу раком! За нами не просто абстрактные силы какие-то, за нами Россия, с ядерным оружием, армией, мобилизацией. Мы всем навешаем, потому что у нас нет другого шанса. Всё, всех победим, всех убьем, всех, кого надо, ограбим. Всё будет, как мы любим!
2 квітня 2023 року Владлен Татарський організував творчу зустріч з читачами у Санкт-Петербурзі у кафе «Стрит-бар», що належав Євгену Пригожину. Під час зустрічі пролунав вибух, внаслідок якого Татарський загинув, а щонайменше 30 осіб було поранено. За інформацією російських ЗМІ вибух стався через те, що в кафе один із відвідувачів, схоже, приніс вибухівку. Потужність вибухового пристрою становила понад 200 грамів тротилу. Засудженою до 27 років позбавлення волі у вбивстві Владлена Татарського виявилася Дар'я Трепова яка отримала найтриваліший вирок серед жінок в історії сучасного російського правосуддя..

## Санкції
Максим Фомін систематично поширював кремлівську пропаганду у своїх публікаціях та доповідях, спрямованих на виправдання російської політики та підтримку дій чи політики, які підривають чи загрожують територіальній цілісності, суверенітету та незалежності України, був підсанкційною особою.
15 січня 2023 року доданий до санкційного списку України.